# Thorvald Stauning
Thorvald August Marinus Stauning, né le 26 octobre 1873 à Copenhague et mort le 3 mai 1942 dans la même ville, est un homme d'État danois. Il est Premier ministre du Danemark de 1924 à 1926 et à nouveau de 1929 à sa mort en 1942.

## Biographie

### Formation et carrière professionnelle
Thorvald Stauning reçoit une formation de trieur de cigares et est rapidement impliqué dans les activités du syndicat. Il dirige le syndicat des trieurs de cigares de 1896 à 1908 et est également éditeur du magazine Samarbejdet (Coopération) de la Fédération des syndicats de 1898 à 1904. Il est élu au Parlement en 1906.

### Premier ministre
En 1910, il est élu président du Parti social-démocrate, une position qu'il conserve près de 30 ans, jusqu'en 1939. Après avoir participé au deuxième gouvernement de Carl Theodor Zahle comme ministre sans portefeuille de 1916 à 1920, il revient au gouvernement en tant que Premier ministre en 1924. Il y dirige un gouvernement de minorité qui survit jusqu'en 1926. Ce gouvernement est considéré comme fondateur pour deux raisons : il s'agit, d'une part, du premier gouvernement entièrement social-démocrate au Danemark mais aussi parce que Nina Bang, qui dirige le ministère de l'éducation, est la première femme à devenir ministre dans le monde (mais pas la première femme membre d'un gouvernement qui a été Alexandra Kollontaï, commissaire du peuple en URSS).
À partir de 1929, il est à nouveau Premier ministre et dirige une coalition gouvernementale avec le parti radical de gauche. Ce gouvernement parvient à tirer le Danemark hors de la Grande Dépression, parvenant à un compromis politique majeur qui améliore grandement l'économie danoise. Le Parti social-démocrate passe du statut de parti de classe à celui de parti populaire.
En janvier 1933, le gouvernement de Stauning conclut l'accord politique le plus large jamais conclu au Danemark, l'Accord de Kanslergade signé avec le Parti libéral. Cet accord, qui est baptisé en raison de l'appartement de Stauning à Kanslergade à Copenhague, inclut des subsides pour l'agriculture extensive et des réformes de la législation et de l'administration des affaires sociales.
Stauning détient un record dans la politique danoise, puisqu'il est rééelu trois fois de suite (1932, 1935 et 1939). Toutefois, sa tentative de modifier la constitution en 1939 échoue, la participation n'étant pas suffisante. Cet échec a beaucoup affecté Stauning, qui dit avoir pensé à démissionner à ce moment-là, mais avoir été persuadé de rester.

### Seconde Guerre mondiale et décès
Le gouvernement de Stauning dure jusqu'à l'Opération Weserübung qui voit le Danemark être occupé par les Allemands le 9 avril 1940. Contrairement à la plupart des autres pays occupés, le roi et le gouvernement ordonnent rapidement à l'armée de cesser les combats et restent eux-mêmes au Danemark. Stauning doit alors impliquer l'ensemble des partis politiques dans son gouvernement, à l'exception du Parti communiste qui est interdit. Les Allemands se tiennent alors relativement à l'écart des affaires danoises.
Stauning meurt en 1942, profondément déprimé, pensant que la social-démocratie n'a plus d'avenir dans une Europe dominée par l'Allemagne nationale-socialiste. Il est enterré au cimetière Vestre à Copenhague.

### Sources
- (en) Cet article est partiellement ou en totalité issu de l’article de Wikipédia en anglais intitulé « Thorvald Stauning » (voir la liste des auteurs).